# Montreux-Vieux
Montreux-Vieux là một xã ở tỉnh Haut-Rhin trong vùng Grand Est ở đông bắc Pháp. Xã này có diện tích 4,14 km², dân số năm 1999 là 857 người. Khu vực này có độ cao 355 mét trên mực nước biển.